# Anne Karin Elstad
Anne Karin Elstad (Halsa, 19 januari 1938 – Oslo, 4 april 2012) was een Noorse schrijfster. Ze werd geboren als Anne Karin Hestnes. Elstad was de naam van haar eerste echtgenoot. 
Elstad volgde tussen 1959 en 1963 een lerarenopleiding en oefende dat beroep uit tot 1978. In dat jaar besloot ze fulltime auteur te worden. Ze debuteerde met het boek Folket på Innhaug, het eerste boek uit de serie over mensen die in Innhaug leven. Met haar serie over Julie werd ze het meest bekend. Van de Julie-serie zijn twee delen vertaald in het Nederlands.
Tot aan haar overlijden op 4 april 2012 werkte ze aan haar 14e boek. Het is niet bekend of het boek gepubliceerd gaat worden.
Ze is twee keer getrouwd geweest. Ze stierf aan de gevolgen van een beroerte.

#### Serie Innhaugfolket
- Folket på Innhaug (1976)
- Magret (1977)
- Nytt rotfeste (1979)
- Veiene møtes (1980)

#### Serie Julie
- Julie (1993), in het Nederlands vertaald als Julie
- Som dine dager er (1995), in het Nederlands vertaald als Huwelijksjaren
- Lenker (1998)
- Fri (2000)

#### Overige werken
- Senere, Lena (1982)
- Sitt eget liv (1983)
- -for dagene er onde (1985)
- Maria, Maria (1988)
- Eg helsar deg, Nordmøre (1989)
- Odel (2003)
- Hjem (2006)

- Bibsys: 90059693
- Bibliothèque nationale de France: cb12037797w (data)
- Gemeinsame Normdatei: 121305236
- International Standard Name Identifier: 0000 0001 0856 2372
- Library of Congress Control Number: n80030539
- Nationale Bibliotheek van Letland: 000018562
- Nationale Bibliotheek van Tsjechië: mub20181013655
- Nederlandse Thesaurus van Auteursnamen: 071815015
- LIBRIS: 185049
- Système universitaire de documentation: 052639150
- Virtual International Authority File: 29550908
- WorldCat: E39PBJtxgbQqcqK4RWRy7XBpT3